# カルコゲン化水素
カルコゲン化水素（カルコゲンかすいそ）は、カルコゲンと水素の二元的化合物。水素化カルコゲンともいう。酸素、硫黄、セレン、テルル、ポロニウムと水素が化合して形成される。水は、この種の化合物として最初に発見されたものであり、1つの酸素原子と2つの水素原子を持ち、地球上で最も一般的な水素化カルコゲンでもある。

## カルコゲン化二水素化合物
酸素族元素カルコゲンの主な水素化物（水を含む）はXをカルコゲンとして化学式H2Xで表される。これらの化合物は三原子化合物であり、それらの構造は折れ線形分子構造で、極性を有す。水は、地球生物に必須な物質であり、地球の表面は70.9％が水である。他のカルコゲン化二水素化合物の殆どは毒性が高く、腐卵臭や野菜の腐敗臭を持つ。硫化水素は、低酸素環境下の分解でしばしば生じ、屁のようなにおいがある。硫化水素はまた火山ガスでもある。硫化水素は有毒ではあるが、人体では少量の硫化水素が産生され、細胞シグナル伝達に使用される。 
水は他のカルコゲン化二水素を（少なくとも分子量がテルル化水素以下なら）溶かし、酸性の溶液となる。この溶液の酸性はハロゲン化水素よりも弱いが似た傾向があり、カルコゲンの原子量の増加に伴って酸性度を増し、水中でも同様の形になる（水をヒドロニウムH3O+に、溶質をXH−イオンに変える）。ポロニウム化水素が水と酸性の溶液を作るのかどうか、或いは金属水素化物のような物質なのかはまだ分かっていない（アスタチン化水素参照）。
| 化合物           | 水溶液             | 化学式 | 構造 | p K a  | モデル |
| ---------------- | ------------------ | ------ | ---- | ------ | ------ |
| 水               | 水                 | H2O    |      | 13.995 |        |
| 硫化水素         | 硫化水素水         | H2S    |      | 7.0    |        |
| セレン化水素     | セレン化水素水     | H2Se   |      | 3.89   |        |
| テルル化水素     | テルル化水素水     | H2Te   |      | 2.6    |        |
| ポロニウム化水素 | ポロニウム化水素水 | H2Po   |      | ？     |        |

以下にこれらの化合物の特徴の一部を示す。
| 自然                                                                          | H2O         | H2S         | H2Se       | H2Te        | H2Po          |
| ----------------------------------------------------------------------------- | ----------- | ----------- | ---------- | ----------- | ------------- |
| 融点（°C）                                                                    | 0.0         | −85.6       | −65.7      | −51         | −35.3         |
| 沸点（°C）                                                                    | 100.0       | −60.3       | −41.3      | −4          | 36.1          |
| {\displaystyle \Delta H_{f}^{\circ }\left(\mathrm {kJ\cdot mol} ^{-1}\right)} | −285.9      | +20.1       | +73.0      | +99.6       | ？            |
| 気体における分子の結合角（H–X–H）                                             | 104.45°     | 92.1°       | 91°        | 90°         | 90.9°（予測） |
| 解離定数（HX−, K1）                                                           | 1.8 × 10−16 | 1.3 × 10−7  | 1.3 × 10−4 | 2.3 × 10−3  | ?             |
| 解離定数（X2−, K2）                                                           | 0           | 7.1 × 10−15 | 1 × 10−11  | 1.6 × 10−11 | ?             |

## 2つのカルコゲンを含む二水素化合物
この種の化合物は化学式H2X2で表され、比較的不安定であって、二カルコゲン分子とカルコゲン化二水素に容易に分解される。
例：2 H2O2→2 H2O+O2。 
これらの化合物の中で最も重要なのは過酸化水素 H2O2で、水色のほぼ無色の液体であり、水よりも揮発性は低いが密度と粘性は水より高い。過酸化水素は重要な化合物で、異なるpH値の下、酸化剤としても還元剤としても働き、過酸化金属錯体やペルオキシ酸錯体を形成し、また多くの蛋白質の酸/塩基反応に参加できる。低濃度の過酸化水素は家庭で例えば消毒剤や髪の漂白に使用されている。但し、高濃度のものは危険性が高い。
| 化合物         | 化学式 | 結合長 | モデル |
| -------------- | ------ | ------ | ------ |
| 過酸化水素     | H2O2   |        |        |
| 二硫化水素     | H2S2   |        |        |
| 二セレン化水素 | H2Se2  | —      |        |
| テルル化水素   | H2Te2  | —      | —      |

関連する性質を以下に示す。 
| 性質       | H2O2           | H2S2  | H2Se2 | H2Te2 |
| ---------- | -------------- | ----- | ----- | ----- |
| 融点（°C） | -0.43          | −89.6 | ?     | ?     |
| 沸点（°C） | 150.2 （分解） | 70.7  | ?     | ?     |